# Élections sénatoriales de 2017 à Saint-Pierre-et-Miquelon
Les élections sénatoriales à Saint-Pierre-et-Miquelon ont lieu le dimanche 24 septembre 2017. Elles ont pour but d'élire le sénateur représentant la collectivité au Sénat pour un mandat de six années.

## Contexte local
Lors des élections sénatoriales de 2011 à Saint-Pierre-et-Miquelon, Karine Claireaux (PS) a été élue sénatrice.
Depuis, tous les effectifs du collège électoral des grands électeurs ont été renouvelés, avec les élections municipales de 2014, les élections territoriales de 2017 et les élections législatives de 2017.

## Sénateur sortant
| Sénateur | Sénateur         | Parti | Fonctions lors de l'élection en 2011 |
| -------- | ---------------- | ----- | ------------------------------------ |
|          | Karine Claireaux | EPC   | Maire de Saint-Pierre                |

## Présentation des candidats et des suppléants
Le nouveau représentant est élu pour une législature de 6 ans au suffrage universel indirect par les 38 grands électeurs la collectivité dont les 19 conseillers territoriaux. 
À Saint-Pierre-et-Miquelon, le sénateur (avec son suppléant) est élu au scrutin majoritaire à deux tours. Trois candidats (avec leur suppléant) se présentent :
| T/S | Candidats | Candidats                  | Parti | Principale fonction                         |
| --- | --------- | -------------------------- | ----- | ------------------------------------------- |
| T   |           | Stéphane Artano            | AD    | Président du conseil territorial            |
| S   |           | Roxane Detcheverry         | AD    | Conseillère municipale de Miquelon-Langlade |
| T   |           | Yannick Cambray            | CSA   | Conseiller municipal de Saint-Pierre        |
| S   |           | Tatiana Vigneau-Urtizbéréa | CSA   | Conseillère territoriale                    |
| T   |           | Karine Claireaux           | EPC   | Sénatrice sortante, maire de Saint-Pierre   |
| S   |           | Patrick Lebailly           | EPC   | Premier adjoint au maire de Saint-Pierre    |

## Résultats
| Candidats                | Candidats                | Parti                    | Nuance                   | Premier tour | Premier tour | Second tour | Second tour |
| Candidats                | Candidats                | Parti                    | Nuance                   | Voix         | %            | Voix        | %           |
| ------------------------ | ------------------------ | ------------------------ | ------------------------ | ------------ | ------------ | ----------- | ----------- |
|                          | Stéphane Artano          | AD                       | DIV                      | 18           | 46,15        | 18          | 47,37       |
|                          | Karine Claireaux         | EPC                      | REM                      | 12           | 30,77        | 12          | 31,58       |
|                          | Yannick Cambray          | CSA                      | RDG                      | 9            | 23,08        | 8           | 21,05       |
|                          |                          |                          |                          |              |              |             |             |
| Suffrages exprimés       | Suffrages exprimés       | Suffrages exprimés       | Suffrages exprimés       | 39           | 100          | 38          | 97,44       |
| Votes blancs             | Votes blancs             | Votes blancs             | Votes blancs             | 0            | 0,00         | 0           | 0,00        |
| Votes nuls               | Votes nuls               | Votes nuls               | Votes nuls               | 0            | 0,00         | 1           | 2,56        |
| Total                    | Total                    | Total                    | Total                    | 39           | 100          | 39          | 100         |
| Abstention               | Abstention               | Abstention               | Abstention               | 0            | 0,00         | 0           | 0,00        |
| Inscrits / participation | Inscrits / participation | Inscrits / participation | Inscrits / participation | 39           | 100          | 39          | 100         |